# RFB ムルトプラン

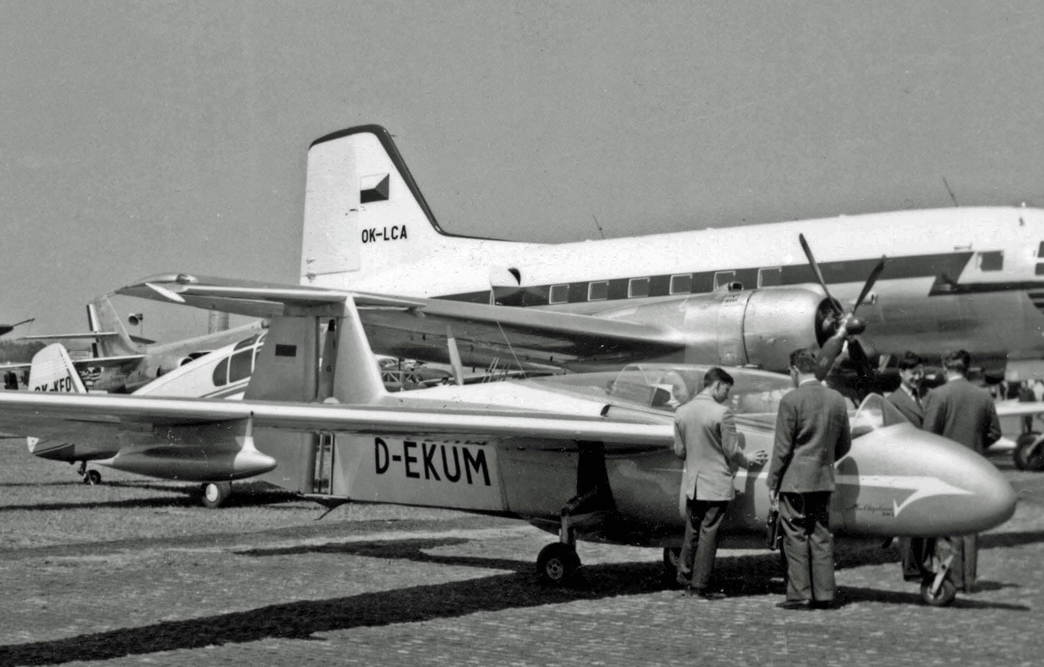
Rhein Flugzeugbau RW 3 Multoplan

RFB ムルトプラン（Rhein Flugzeugbau RW 3 Multoplan）は2座席の推進式のプロペラ軽飛行機である。1958年から1961年にかけて少数が ドイツのライン航空機製造（Rhein-Flugzeugbau GmbH (RFB)）で製造された。
原型機の設計を行ったのは1955年にRhein-West-Flug Fischerを設立したヘル・フィッシャーである。座席を前後に配置した軽飛行機で、アスペクト比の大きい主翼とT型尾翼を採用した。65馬力のポルシェの 678/0 エンジンを胴体中央に配置し、プロペラを垂直尾翼と方向舵の間の隙間に配置したのが特徴である。前後席のどちらでも操縦できた。フィッシャーは2機を製作し、テストした後、ライン航空機製造に製造する権利を与え、ライン航空機製造で製造した機体は1958年2月8日に初飛行した。これらの機体はポルシェの75馬力エンジン678/4を搭載したことを示すためにRW 3.P75という記号がつけられた。ライン航空機製造は22機を製造し、アマチュアによって1機が組み立てられた。馬力を向上したRW 3C-90や、主翼をさらに伸ばして、動力付グライダーとして使える機体の試作が行われた。
民間パイロットによって使われ、2009年にも2機が民間機として登録されていた。ベルリンのドイツ技術博物館に最初の登録機が展示されている。

## 要目
- 乗員: 2名
- 全長: 7.42 m
- 全巾; 10.59 m
- 全高: 2.49 m
- 空虚重量: 600 kg
- 全備重量: 859 kg
- エンジン:  1 × Porsche 678/4
- 出力 1x 75 hp (56 kW)

- 最大速度: 210 km/h
- 巡航高度：4,481 m
- 航続距離：805 km
- 航続時間：5時間